# Canton de Rémuzat
Le canton de Rémuzat est une ancienne division administrative française située dans le département de la Drôme, en région Rhône-Alpes, dans l'arrondissement de Nyons.
À la suite du nouveau découpage territorial du département de la Drôme entré en vigueur à l'occasion des élections départementales de mars 2015, il se retrouve rattaché au canton de Nyons et Baronnies et fusionne avec les anciens cantons de Nyons, Buis-les-Baronnies et Séderon.

## Composition
| Nom                  | Code Insee | Intercommunalité                     | Superficie (km2) | Population (dernière pop. légale) | Densité (hab./km2) |
| -------------------- | ---------- | ------------------------------------ | ---------------- | --------------------------------- | ------------------ |
| Rémuzat (chef-lieu)  | 26264      | CC des Baronnies en Drôme provençale | 16,78            | 334 (2014)                        | 20                 |
| La Charce            | 26075      | CC des Baronnies en Drôme provençale | 9,43             | 33 (2014)                         | 3,5                |
| Chauvac-Laux-Montaux | 26091      | CC des Baronnies en Drôme provençale | 24,24            | 44 (2014)                         | 1,8                |
| Cornillac            | 26104      | CC des Baronnies en Drôme provençale | 19,44            | 82 (2014)                         | 4,2                |
| Cornillon-sur-l'Oule | 26105      | CC des Baronnies en Drôme provençale | 14,55            | 71 (2014)                         | 4,9                |
| Lemps                | 26161      | CC des Baronnies en Drôme provençale | 16,04            | 45 (2014)                         | 2,8                |
| Montferrand-la-Fare  | 26199      | CC des Baronnies en Drôme provençale | 11,24            | 32 (2014)                         | 2,8                |
| Montréal-les-Sources | 26209      | CC des Baronnies en Drôme provençale | 10,26            | 27 (2014)                         | 2,6                |
| Pelonne              | 26227      | CC des Baronnies en Drôme provençale | 2,77             | 22 (2014)                         | 7,9                |
| Le Poët-Sigillat     | 26244      | CC des Baronnies en Drôme provençale | 15,36            | 120 (2014)                        | 7,8                |
| Pommerol             | 26245      | CC des Baronnies en Drôme provençale | 9,83             | 19 (2014)                         | 1,9                |
| Roussieux            | 26286      | CC des Baronnies en Drôme provençale | 9,42             | 24 (2014)                         | 2,5                |
| Sahune               | 26288      | CC des Baronnies en Drôme provençale | 16,55            | 315 (2014)                        | 19                 |
| Saint-May            | 26318      | CC des Baronnies en Drôme provençale | 10,23            | 41 (2014)                         | 4                  |
| Verclause            | 26369      | CC des Baronnies en Drôme provençale | 26,14            | 64 (2014)                         | 2,4                |
| Villeperdrix         | 26376      | CC des Baronnies en Drôme provençale | 26,15            | 112 (2014)                        | 4,3                |

## Administration: conseillers généraux de 1833 à 2015
| Période | Période                                        | Identité                                           | Étiquette             | Qualité |
| ------- | ---------------------------------------------- | -------------------------------------------------- | --------------------- | --- |
| 1833    | 1842                                           | Jean-Baptiste Joseph Laurent Marcellin (1783-1857) |                       | Président du Tribunal de Nyons |
| 1842    | 1848                                           | Emile Marcellin (1816-1883)                        | Droite                | Président du Tribunal de Nyons |
| 1848    | 1861                                           | Hilarion Barre (1820-1894)                         | Droite                | Notaire, maire de Rémuzat |
| 1861    | 1877                                           | Emile Marcellin                                    | Droite                | Président du Tribunal de Nyons puis de Bourgoin puis Conseiller à la Cour de Grenoble                                                                          |
| 1877    | 1883                                           | Hilarion Barre                                     | Droite                | Notaire, maire de Rémuzat |
| 1883    | 1889                                           | Paul Laurens                                       | Républicain           | Médecin, maire de Nyons |
| 1889    | 1890 (annulation)                              | Hilarion Barre                                     | Droite                | Notaire, maire de Rémuzat |
| 1890    | 1898 (démission) (élu dans le Canton de Nyons) | Paul Laurens                                       | Républicain           | Médecin, maire de Nyons Sénateur (1893-1901) |
| 1898    | 1925                                           | Marie Albert Elisée Charignon                      | Républicain puis Rad. | Conseiller à la Cour d'appel d'Aix-en-Provence Propriétaire à Sahune                                                                                           |
| 1925    | 1931                                           | Marius Marchat                                     | Rad.                  | Docteur en médecine à Rémuzat |
| 1931    | 1940                                           | René Brunet                                        | SFIO                  | Avocat - Conseiller juridique Député (1928-1942) |
|         |                                                |                                                    |                       | |
| 1942    | 1945                                           | Élie Rasclard                                      |                       | Cultivateur Conseiller d'arrondissement, maire de Sahune Nommé conseiller départemental en 1942                                                                |
|         |                                                |                                                    |                       | |
| 1945    | 1967                                           | Émile Rolland                                      | RGR puis DVD          | Négociant à Cornillac |
| 1967    | 1979                                           | Louis Latil                                        | DVD                   | Chef d'entreprise à Rémuzat |
| 1979    | 2004                                           | Jean Besson                                        | PS                    | Agent d'assurances Suppléant du député Henri Michel (1988-1989) Sénateur de la Drôme (1989-2014) Ancien adjoint au maire de Valence Ancien Conseiller régional |
| 2004    | 2015                                           | Hervé Rasclard                                     | PS                    | Adjoint au maire de Bourg-de-Péage Premier vice-président du Conseil général (jusqu'en 2015)                                                                   |

## Conseillers d'arrondissement de 1833 à 1940
| Période | Période      | Identité                           | Étiquette | Qualité |
| ------- | ------------ | ---------------------------------- | --------- | --- |
| 1833    | 1836         | Antoine Pez                        |           | Maire de Lemps                                                                                              |
| 1833    | 1836         | M. Couton                          |           | Adjoint au maire de Laux-Montaux                                                                            |
| 1836    | 1839         | M. Decolombe                       |           | Propriétaire à Rémuzat                                                                                      |
| 1836    | 1848         | Emile Marcellin                    | Droite    | Propriétaire à Rémuzat                                                                                      |
| 1839    | 1842         | Joseph Antoine Givodan (1788-1873) |           | Propriétaire à Nyons                                                                                        |
| 1842    | 1848         | M. Monier                          |           | Juge de paix à Séderon                                                                                      |
| 1848    | 1861         | M. Monge                           |           | Propriétaire à Sahune                                                                                       |
| 1848    | 1870         | Emile Marcellin                    | Droite    | Propriétaire à Rémuzat                                                                                      |
| 1861    | 1870         | Pierre Joseph François Bouchet     |           | Avoué à Nyons                                                                                               |
| 1870    | 1880 (décès) | Claude Begou                       |           | Propriétaire et aubergiste à Sahune                                                                         |
| 1870    | 1880         | François-Cyprien Mourier           |           | Propriétaire à Rémuzat                                                                                      |
| 1880    | 1892         | Joseph Antoine Gauthier            |           | Maire de Sahune, juge de paix                                                                               |
| 1880    | 1892         | Désiré Armand                      |           | Propriétaire à Rémuzat                                                                                      |
| 1892    | 1904         | Auguste Buix                       |           | Viticulteur, maire de Rémuzat                                                                               |
| 1892    | 1898         | Fortuné Reynaud                    |           | Négociant en vins, adjoint au maire de Rémuzat                                                              |
| 1898    |              | Joseph Laget                       |           | Maire de Sahune                                                                                             |
| 1904    | 1919         | Ulysse Lambert                     |           | Maire de Cornillon                                                                                          |
| 1919    | 1925         | Marius Marchat                     | Radical   | Docteur en médecine, maire de Rémuzat                                                                       |
|         | 1940         | M. Rolland                         |           | |
| 1934    | 1940         | Élie Rasclard                      | Radical   | Cultivateur, maire de Sahune                                                                                |
| 1940    |              |                                    |           | Les conseils d'arrondissement ont été suspendus par la loi du 12 octobre 1940 et n'ont jamais été réactivés |

## Démographie
| 1962  | 1968  | 1975  | 1982  | 1990  | 1999  | 2006  | 2011  | 2012  |
| ----- | ----- | ----- | ----- | ----- | ----- | ----- | ----- | ----- |
| 1 390 | 1 270 | 1 242 | 1 279 | 1 324 | 1 325 | 1 372 | 1 398 | 1 391 |